# 10091 Bandaisan
10091 Bandaisan (1990 VD3) là một tiểu hành tinh vành đai chính được phát hiện ngày 11 tháng 11 năm 1990 bởi Tsutomu Seki ở Geisei. Nó được đặt theo tên Mount Bandai ở Fukushima, Nhật Bản.